# Богородица (дем Лъгадина)
Вижте пояснителната страница за други значения на Богородица.
Богородица, още Яниккьой или Еникьой (на гръцки: Δορκάδα, Доркада, катаревуса: Δορκάς, Доркас, преди това Βελισσάριος, Велисариос, до 1927 година Γιανίκιοϊ, Яниккьой), е село в Гърция, част от дем Лъгадина (Лангадас), в област Централна Македония с 482 жители (2001).

## География
Селото е разположено в източните поли на планината Круша (Крусия) на около 30 километра североизточно от Солун над прохода между Богданската планина (Вертискос) и Карадаг (Мавровуни).

## История

### В Османската империя
През XIX век Богородица е чисто българско село, числящо се към Лъгадинската каза. В „Етнография на вилаетите Адрианопол, Монастир и Салоника“, издадена в Константинопол в 1878 година и отразяваща статистиката на населението от 1873 година, Богородица (Bogoroditza) е показано като село с 95 домакинства и 110 жители българи.
Към 1900 година според статистиката на Васил Кънчов („Македония. Етнография и статистика“) в Богородица (Ени Кьой) живеят 200 души българи-християни.
В началото на века селото е под върховенството на Българската екзархия. По данни на секретаря на екзархията Димитър Мишев („La Macédoine et sa Population Chrétienne“) в 1905 година в Богородица (Bogoroditza) има 240 жители българи екзархисти.

### В Гърция
В 1913 година по време на Междусъюзническата война Богородица заедно със съседното екзархийско Зарово е разорено и опожарено от гърците, а голяма част от местните българи се спасяват в България. Част от жителите на селото се установяват в село Склаве. На тяхно място са заселени гърци бежанци от източнотракийското село Караджакьой. Според преброяването от 1928 година Богородица е чисто бежанско село със 114 бежански семейства с 388 души.

## Личности
Родени в Богородица
- Никола Щерев (Кольо Мъжкото), войвода на ВМОРО